# Брад Пит
Уилям Брадли „Брад“ Пит (на английски: William Bradley „Brad“ Pitt) e американски актьор и продуцент.

## Биография
Брад Пит е роден на 18 декември 1963 г. в Шоуни, САЩ. Той е най-голямото дете от семейството. Майка му е учителка, а баща му притежава фирма за зеленчуци.
Заедно със семейството си Брад се мести в Спрингфийлд, Мисури, където учи в „Кискапу Хайскол“. Детството му преминало спокойно: щастливо семейство, малко приятели, но много излети, но имало нещо което го правело интересен – обожавал филмите! Брад бил абсолютно обладан от киното и винаги намирал време да гледа някой филм, било той анимационен или сапунен сериал.
Учи счетоводство в университета в Мисури и напуска колежа два месеца преди да завърши, и образованието му остава незавършено. Той заминава с кола, която се казва „Run around Sue“, като заминава за Калифорния. За него започва нов живот. Той е млад, амбициозен и има 5 долара в джоба си.

### Кариера
С малкото спестени пари ходи на уроци по актьорско майсторство. Първата му роля е каубой във филма „Телма и Луиз“ през 1990 година, където младата звезда се появява на екрана само за 1 минута.
Не след дълго идва успеха с участието му в „A River Runs Through It“ и „Интервю с вампир“ заедно с Том Круз, Крисчън Слейтър и Антонио Бандерас, което го изстрелва в списъците на най-търсените и скъпи актьори.

Първата му поява по телевизията е в сериала „Далас“ (Dallas), в сапунения „Another World“, в „Growing Pains“ и в кратко задържалия се през 1990 година сериал на телевизия FOX „Glory Days“. През 1989 г. Брад Пит играе ролята на Били Риви – наркотично зависимият приятел на избягалата тийнейджърка (Джулиет Луиз) в телевизионната продукция на NBC „Too Young to Die“. Брад и Джулиет, която тогава е на шестнадесет – с девет години по-млада от него, започват връзка. Брад Пит прави филмовия си дебют през 1989 година в трилъра „Cutting Class“ и в тийнейджърския „Across the Tracks“ – добър старт за бъдещата звезда.
Следва ролята му на неустоимия стопаджия във филма на Ридли Скот „Телма и Луиз“ (1991), с който грабва интереса на публиката и режисьорите. Комбинацията от чара на лошо момче и сексуално излъчване му донасят славата на секс символ. Със следващите си няколко филма Пит се доказва в Холивуд не само като красиво лице. Появява се в „Услугата“ (1994) с Елизабет Макгавърн, в „Johnny Suede“ (1992) и в наполовина анимирания „Cool World“ (1992). По-късно през същата година златното момче на Холивуд прави още една огромна стъпка към върха с главната роля във филма на Робърт Редфорд „Там тече река“. През 1993 година се снима отново с приятелката си Джулиет Луиз в „Калифорния“. Изобилстващ от агресия и насилие, филмът не е посрещнат добре от критиката. Скоро след филма двамата се разделят.
Със следващите си два филма Пит се опитва да разнообрази репертоара си: комедията „Флойд“ и „Истински романс“, където играе хипар. Следващата му голяма роля е във филма на Ан Райс „Интервю с вампир“ (Interview with the Vampire: The Vampire Chronicles) с участието на Том Круз. Филмът постига огромен успех с перфектната игра и на двете звезди. Следващите му изяви все повече затвърждават мястото му в Холивуд. В „Легенди за страстта“ (1994) – героична семейна драма, Пит е Тристан – романтичен герой, с дълги руси коси. Следва ролята на детектив по следите на сериен убиец в трилъра на Дейвид Финчър „Седем“. По време на снимките започва връзка с неизвестната тогава негова партньорка Гуинет Полтроу. И двамата твърдят, че е било „любов от пръв поглед“. Остават заедно две години и половина и са една от най-известните холивудски двойки. През 1997 година след седеммесечен годеж се разделят. През 1995 година Брад Пит се снима в психологичния трилър на Тери Джилиъм „Дванайсет маймуни“ и печели Златен глобус за най-добър поддържащ актьор. Следва отново мрачен трилър – „Слийпърс“ (1996) и „Жив дявол“ на Алън Пакула, с Харисън Форд. После се снима в „Седем години в Тибет“ (Seven Years in Tibet) – амбициозен и скъп (17 милиона долара) проект, който въпреки че се оказа разочарование от финансова гледна точка, е добър филм. Участва и в „Тъмната страна на слънцето“. Следващият му филм е над тричасовият „Да срещнеш Джо Блек“ с Антъни Хопкинс.
След „Легенди за страстта“ списание „Пийпъл“ го обявява за „най-красивия жив мъж“. В допълнение певицата Мелиса Евъридж заявява: „Една нощ в компания на… да кажем лесбийки, бяхме в бар, където момчета играеха баскетбол в басейна. Бяхме зяпнали Брад и всички се съгласихме, че той би могъл да промени женското съзнание“. През 1999 участва отново във филм на Дейвид Финчър – кървавия психологичен хитов трилър „Боен клуб“ (Fight Club), заедно с Едуард Нортън.

## Участия
| Година | Заглавие                                            | Оригинално заглавие                                        | Роля                           | Режисьор                                 | Жанр                      | Бележки                            |
| ------ | --------------------------------------------------- | ---------------------------------------------------------- | ------------------------------ | ---------------------------------------- | ------------------------- | ---------------------------------- |
| 1987   |                                                     | Hunk                                                       | мъж на плажа                   | Лорънс Басоф                             | комедия                   | некредитиран                       |
| 1987   |                                                     | No Way Out                                                 | гост на парти                  | Роджър Доналдсън                         | екшън, криминален         | некредитиран                       |
| 1987   | Ничия земя                                          | No Man's Land                                              | сервитьор                      | Питър Уернър                             | криминален, драма         | некредитиран                       |
| 1987   | На дъното                                           | Less Than Zero                                             | купонясващ; биещо се дете      | Марек Каниевска                          | криминален, драма         | некредитиран                       |
| 1988   |                                                     | A Stoning in Fulham County                                 | Теди Джонсън                   | Лари Еликан                              | криминален, драма         | тв филм                            |
| 1988   | Тъмната страна на слънцето                          | The Dark Side of the Sun                                   | Рик                            | Божидар Николич                          | драма, романтичен         |                                    |
| 1989   |                                                     | Cutting Glass                                              | Дуайт Инголс                   | Роспо Паленберг                          | комедия, криминален       |                                    |
| 1989   | Щастливи заедно                                     | Happy Together                                             | Браян                          | Мел Дамски                               | романтичен                |                                    |
| 1990   |                                                     | The Image                                                  | Стив Блак                      | Питър Уернър                             | драма                     | тв филм                            |
| 1990   | Прекалено млад за да умреш                          | Too Young to Die?                                          | Били Кентън                    | Робърт Марковиц                          | криминален, драма         | тв филм                            |
| 1990   | От другата страна на релсите                        | Across the Tracks                                          | Джо Малони                     | Санди Тънг                               | драма                     |                                    |
| 1991   | Телма и Луиз                                        | Thelma & Louise                                            | Дж. Д.                         | Ридли Скот                               | драма, криминален         |                                    |
| 1991   | Джони Суейд                                         | Johnny Suede                                               | Джони Суейд                    | Том Дисило                               | комедия, драма            |                                    |
| 1992   | Разкази от криптата 2                               | Two-Fisted Tales                                           | Били                           | Ричард Донър, Робърт Земекис, Том Холанд | драма, трилър             | тв филм (сегмент King of the Road) |
| 1992   | Страхотен свят                                      | Cool World                                                 | Франк Харис                    | Ралф Бакши                               | анимация, комедия         |                                    |
| 1992   | Там тече река                                       | A River Runs Through It                                    | Пол Маклийн                    | Робърт Редфорд                           | драма                     |                                    |
| 1993   | Контакт                                             | Contact                                                    | Кокс                           | Джонатан Дарби                           | военен, късометражен      |                                    |
| 1993   | Калифорния                                          | Kalifornia                                                 | Ърли Грейс                     | Доминик Сена                             | криминален, драма         |                                    |
| 1993   | Истински романс                                     | True Romance                                               | Флойд                          | Тони Скот                                | криминален, драма         |                                    |
| 1994   | Услугата                                            | The Favor                                                  | Елиът Фоулър                   | Доналд Петри                             | романтичен, комедия       |                                    |
| 1994   | Интервю с вампир                                    | Interview with the Vampire: The Vampire Chronicles         | Луис                           | Нийл Джордан                             | фентъзи, драма            |                                    |
| 1994   | Легенди за страстта                                 | Legends of the Fall                                        | Тристан Лудлоу                 | Едуард Зуик                              | романтичен, драма         |                                    |
| 1995   | Седем                                               | Seven                                                      | Милс                           | Дейвид Финчър                            | криминален, драма         |                                    |
| 1995   | Дванайсет маймуни                                   | 12 Monkeys                                                 | Джефри Гойнс                   | Тери Джилиан                             | мистерия, трилър          |                                    |
| 1996   | Слийпърс                                            | Sleepers                                                   | Майкъл                         | Бари Левинсън                            | криминален, драма         |                                    |
| 1997   | Жив дявол                                           | The Devil's Own                                            | Рори Дивейни/Франсис Макгуайър | Алън Пакула                              | екшън, криминален         |                                    |
| 1997   | Седем години в Тибет                                | Seven Years in Tibet                                       | Хайнрих Харер                  | Жан-Жак Ано                              | приключенски, биографичен |                                    |
| 1998   | Да срещнеш Джо Блек                                 | Meet Joe Black                                             | Джо Блак                       | Мартин Брест                             | драма, фентъзи            |                                    |
| 1999   | Да бъдеш Джон Малкович                              | Being John Malkovich                                       | Брад Пит                       | Спайк Джонзи                             | комедия, драма            | некредитиран                       |
| 1999   | Боен клуб                                           | Fight Club                                                 | Тайлър Дърдън                  | Дейвид Финчър                            | драма                     |                                    |
| 2000   | Гепи                                                | Snatch                                                     | Мики О'Нийл                    | Гай Ричи                                 | комедия, драма            |                                    |
| 2001   | Мексиканецът                                        | The Mexican                                                | Джери Уелбах                   | Гор Вербински                            | комедия                   |                                    |
| 2001   | Шпионски игри                                       | Spy Game                                                   | Том Бишъп                      | Тони Скот                                | екшън                     |                                    |
| 2001   | Бандата на Оушън                                    | Ocean's Eleven                                             | Ръсти Райън                    | Стивън Содербърг                         | криминален, трилър        |                                    |
| 2002   | Челен сблъсък                                       | Full Frontal                                               | себе си                        | Стивън Содербърг                         | романтичен, комедия       |                                    |
| 2002   | Самопризнанията на един опасен ум                   | Confessions of a Dangerous Mind                            | Брад, ерген N.1                | Джордж Клуни                             | биографичен, комедия      |                                    |
| 2004   | Троя                                                | Troy                                                       | Ахил                           | Волфганг Петерсен                        | драма                     |                                    |
| 2004   | Бандата на Оушън 2                                  | Ocean's Twelve                                             | Ръсти Райън                    | Стивън Содърбърг                         | трилър                    |                                    |
| 2005   | Мистър и мисис Смит                                 | Mr. & Mrs. Smith                                           | Джон Смит                      | Дъг Лаймън                               | екшън                     |                                    |
| 2006   | Вавилон                                             | Babel                                                      | Ричард                         | Алехандро Гонсалес Иняриту               | екшън, драма              |                                    |
| 2007   | Бандата на Оушън 3                                  | Ocean's Thirteen                                           | Ръсти Райън                    | Стивън Содърбърг                         | трилър                    |                                    |
| 2007   | Убийството на Джеси Джеймс от мерзавеца Робърт Форд | The Assassination of Jesse James by the Coward Robert Ford | Джеси Джеймс                   | Андрю Доминик                            | биографичен, криминален   |                                    |
| 2008   | Изгори след прочитане                               | Burn After Reading                                         | Чад Фелдхаймер                 | Итън и Джоуъл Коен                       | комедия, криминален       |                                    |
| 2008   | Странният случай с Бенджамин Бътън                  | The Curious Case of Benjamin Button                        | Бенджамин Бътън                | Дейвид Финчър                            | драма, фентъзи            |                                    |
| 2009   | Гадни копилета                                      | Inglourious Basterds                                       | лейтенант Алдо Рейн            | Куентин Тарантино                        | драма                     |                                    |
| 2011   | Дървото на живота                                   | The Tree of Life                                           | Г-н О'Брайън                   | Терънс Малик                             | драма, фентъзи            |                                    |
| 2011   | Кешбол                                              | Moneyball                                                  | Били Бийн                      | Бенет Милър                              | биографичен, драма        | ипродуцент                         |
| 2011   |                                                     | 8                                                          | главен съдия Вон Р. Шолкър     | Роб Райнър                               | драма, исторически        | тв филм                            |
| 2011   | Неговият път                                        | His Way                                                    | себе си                        | Дъглас Макграт                           | документален              | тв филм                            |
| 2012   | Убивай ги нежно                                     | Kiling Them Softly                                         | Джаки                          | Андрю Доминик                            | криминален, драма         |                                    |
| 2013   | Z-та световна война                                 | World War Z                                                | Джери Лейн                     | Марк Фостър                              | екшън                     | и продуцент                        |
| 2013   | 12 години в робство                                 | 12 Years Slave                                             | Бас                            | Стив Маккуин                             | драма, биографичен        |                                    |
| 2013   | Съветникът                                          | The Counselor                                              | Уестрей                        | Ридли Скот                               | екшън                     |                                    |
| 2014   | Ярост                                               | Fury                                                       | Дон „Уордеди“ Колиър           | Дейвид Айър                              | военен                    |                                    |
| 2015   |                                                     | The Audition                                               | Брад Пит                       | Мартин Скорсезе                          | късометражен, комедия     |                                    |
| 2015   | Край морето                                         | By the Sea                                                 | Роланд                         | Анджелина Джоли                          | драма, романтичен         |                                    |
| 2015   | Големият залог                                      | The Big Short                                              | Бен Рикърт                     | Адам Маккей                              | биографичен, драма        |                                    |
| 2015   | Одисея                                              | The Odyssey                                                |                                | Джордж Милър                             | фантастика, драма         | тв филм                            |
| 2016   | Съюзени                                             | Allied                                                     | Макс Ватан                     | Робърт Земекис                           | екшън                     |                                    |
| 2017   | Машината на войната                                 | War Machine                                                | Глен Макмейън                  | Дейвид Машьод                            | военне, драма             |                                    |
| 2018   | Дедпул 2                                            | Deadpool 2                                                 | Ванишер                        | Дейвид Лайч                              | екшън                     |                                    |
| 2019   | Имало едно време в Холивуд                          | Once Upon a Time in Hollywood                              | Клиф Бут                       | Куентин Тарантино                        | драма, комедия            |                                    |
| 2019   | Към звездите                                        | Ad Astra                                                   | Рой Макбрайд                   | Джеймс Грей                              | драма, научна фантастика  | и продуцент                        |
| 2020   |                                                     | Fast Times at Ridgemont High Table Read                    | Брад Хамилтън                  | Иван Дудински                            | комедия                   | видео                              |
| 2022   | Изгубеният град                                     | The Lost City                                              | Джак Трейнър                   | Аарон и Адам Ний                         | приключенски, комедия     |                                    |
| 2022   | Убийствен влак                                      | Bullet Train                                               | божа кравичка                  | Деивид Лийч                              | екшън                     |                                    |
| 2022   | Вавилон                                             | Babylon                                                    | Джак Конрад                    | Деймиън Шазел                            | комедия, драма            |                                    |
|        |                                                     | Wolfs                                                      |                                | Джон Уотс                                | трилър                    |                                    |
|        |                                                     | The Movie Critic                                           |                                | Куентин Тарантино                        | драма                     |                                    |
|        |                                                     | филм за Формула 1                                          | Сони Хайес                     | Джоузеф Козински                         | спортен                   |                                    |

Реклама
- Pringles (1980) – testimonial
- Levi's – testimonial
- Chanel N°5 (2012-2013) – testimonial
- De'Longhi (2021) – testimonial

| Година    | Заглавие | Оригинално заглавие      | Роля                                                                          | Жанр                | Бел.                             |
| --------- | -------- | ------------------------ | ----------------------------------------------------------------------------- | ------------------- | -------------------------------- |
| 1987      |          | Another World            | Крис                                                                          | драма               | сезон 1, еп. 5820 и 5821         |
| 1987-1988 | Далас    | Dallas                   | Ранди                                                                         |                     | сезон 11, е. 13, 14, 15, 20      |
| 1988      |          | 21 Jump Street           | Питър                                                                         | драма, криминален   | сезон 2, еп. 20                  |
| 1989      |          | Head of the Glass        | Чък                                                                           | комедия             | сезон 3, еп. 10                  |
| 1989      |          | Freddy's Nightmares      | Рик                                                                           | ужаси, трилър       | сезон 1, еп. 14                  |
| 1987-1989 |          | Growing Pains            | Джеф; Джонатан Кейн                                                           | комедия, семеен     | сезон 3, еп. 9 и сезон 4, еп. 14 |
| 1989      |          | Thirtysomething          | Бърнард                                                                       | драма, романтичен   | сезон 3, еп. 2                   |
| 1990      |          | Glory Days               | Уолкър Ловджой                                                                | драма               | сезон 1, еп.1-6                  |
| 1992      |          | Tales from Egypt         | Били                                                                          | ужаси, комедия      | сезон 4, еп. 9                   |
| 2001      | Приятели | Friends                  | Уил Колбърт                                                                   | романтичен, комедия | сезон 8, еп. 9 (некредитиран)    |
| 2003      |          | Freedom: A History of Us | Албиджънс Уолду, Джрд Хюз, Джеймс К. Полк, Джон Ръсел Янг, Уилям Лойд Карисън | документален        | сезон 1, еп. 1-3, 5, 6           |

| Година | Заглавие                            | Оригинално заглавие               | Роля                                        | Режисьор                             | Жанр                 | Бел.                       |
| ------ | ----------------------------------- | --------------------------------- | ------------------------------------------- | ------------------------------------ | -------------------- | -------------------------- |
| 2003   |                                     | King of the Hill                  | Пач Бумхауер                                |                                      | анимационен          | тв сериал (сезон 8, еп. 1) |
| 2003   |                                     | Sinbad and the Cyclops Island     | Синдбад                                     | Патрик Гилмор                        | анимационен          | видео                      |
| 2003   | Синбад: Легендата за седемте морета | Sindbad: Legend of the Seven Sees | Синдбад                                     | Патрик Гилмор, Том Джонсън           | анимационен          |                            |
| 2009   | Отвъд всички граници                | Beyond All Boundaries             | сержант Бил Модин, Политически карикатурист | Дейвид Бригс                         | късометражен, военен |                            |
| 2010   | Мегаум                              | Megamind                          | Метроман                                    | Том Макграт                          | анимация             |                            |
| 2011   | Весели крачета 2                    | Happy Feet Two                    | Планктонът Уил                              | Джордж Милър, Гари Ейк, Дейвид Пиърс | анимация             |                            |
| 2015   |                                     | Hitting the Apex                  | разказвач                                   | Марк Нийл                            | документален         |                            |
| 2016   | Пътуване във времето                | Voyage of Time                    | разказвач                                   | Терънс Малик                         | документален         |                            |

Продуцент
- The Departed (От другата страна), реж. Мартин Скорсезе (2006)
- Running with Scissors, реж. Райън Мърфи (2006)
- A Mighty Heart, реж. Майкъл Уинтърботъм (2007)
- The Assassination of Jesse James by the Coward Robert Ford (Убийството на Джеси Джеймс от мерзавеца Робърт Форд), реж. Андрю Доминик (2007)
- Pretty/Handsome, реж. Райън Мърфи – тв филм (2008)
- Kick-Ass (Шут в г*за!), реж. Матю Вон (2010)
- The Tree of Life (Дървото на живота), реж. Терънс Малик (2011)
- Black & White in Colors (2010)
- Moneyball (Кешбол), реж. Бенет Милър (2011)
- Killing Them Softly (Убивай ги нежно), реж. Андрю Доминик (2012)
- World War Z (Z-та световна война), реж. Марк Фостър (2013)
- Kick-Ass 2 (Шут в г*за! 2), реж. Джеф Уодлоу (2013)
- 12 Years a Slave (12 години в робство), реж. Стив Маккуин (2013)
- True Story (Истинска история), реж. Рупърт Гулд (2015)
- By the Sea (Край морето), реж. Анджелина Джоли (2015)
- Hitting the Apex, реж. Марк Неале – късометражен (2015)
- The Big Short (Големият залог), реж. Адам Маккей (2015)
- The Lost City of Z (Изгубеният град), реж. Джеймс Грей (2016)
- Voyage of Time (Пътуване във времето), реж. Терънс Малик (2016)
- War Machine (Машина на войната), реж. Дейвид Мишо (2017)
- Brad's Status (Статусът на Брад), реж. Майк Уайт (2017)
- Beautiful Boy (Красиво момче), реж. Феликс Ван Грьонинген (2018)
- Vice, реж. Адам Маккей (2018)
- Ad Astra (Към звездите), реж. Джеймс Грей (2019)
- The King (Крал), реж. Дейвид Мишо (2019)
- She Said (Нейната дума), реж. Мария Шрадер (2022)

Изпълнителен продуцент
- God Grew Tired of Us: The Story of Lost Boys of Sudan, реж. Кристофър Дилън Куин – документален филм (2006)
- The Tehuacan Project, реж. Андрю Лаурер – късометражен (2007)
- Year of the Dog, реж. Майк Уайт (2007)
- The Time Traveler's Wife (Жената на пътешественика във времето), реж. Робърт Швенке (2009)
- The Private Lives of Pippa Lee, реж. Ребека Милър (2009)
- Eat Pray Love (Яж, моли се и обичай) реж. Райън Мърфи (2010)
- Fury (Ярост), реж. Дейвид Айър (2014)
- The Normal Heart, реж. Райън Мърфи – тв филм (2014)
- Selma (Селма), реж. Ава Дюверне (2014)
- Nightingale, реж. Елиът Лестър (2014)
- Moonlight (Лунна светлина), реж. Бари Дженкинс (2016)
- The OA, реж. Зал Батмаглидж – тв сериал (2016)
- Okja (Окжа), реж. Пол Джун Хо (2017)
- Feud – тв сериал (2017)
- If Beale Street Could Talk, реж. Бари Дженкинс (2018)
- The Last Black Man in San Francisco, реж. Джо Талбът (2019)
- The Third Day – тв минисериал, 6 епизода (2020)
- Kajillionaire, реж. Миранда Джулай (2020)
- Minari, реж. Лий Айзък Чунг (2020)
- Irresistible, реж. Джон Стюарт (2020)
- The Underground Railroad – тв минисериал, 10 епизода (2021)
- Outer Range - тв сериал, 8 епизода (2022)
- Blonde (Блондинка), реж. Андрю Доминик (2022)
- Women Talking, реж. Сара Поли (2022)
- 3 Body Problem - тв сериал (2024-прод.)

## Награди
| Година | Награда                                               | За                                              | Филм                                                |
| ------ | ----------------------------------------------------- | ----------------------------------------------- | --------------------------------------------------- |
| 1995   | Кинонагради на Ем Ти Ви                               | Най-добър актьор Най-добър привлекателен актьор | Интервю с вампир                                    |
| 1996   | Кинонагради на Ем Ти Ви                               | Най-добър привлекателен актьор                  | Седем                                               |
| 1996   | Сатурн                                                | Най-добър поддържащ актьор                      | Дванайсет маймуни                                   |
| 1996   | Златен глобус                                         | Най-добър поддържащ актьор                      | Дванайсет маймуни                                   |
| 1997   | Blockbuster Entertainment Awards                      | Най-добър поддържащ актьор                      | Дванайсет маймуни                                   |
| 2004   | Награда „Избор на тийнейджърите“                      | Най-добър актьор в екшън или драматичен филм    | Троя                                                |
| 2005   | Награда „Избор на тийнейджърите“                      | Най-добра бойна сцена Най-шумен филм            | Мистър и мисис Смит (с Анджелина Джоли)             |
| 2006   | Дружество на филмовите критици от Сан Диего           | Най-добър актьорски ансамбъл                    | Вавилон                                             |
| 2006   | Кинонагради на Ем Ти Ви                               | Най-добра бойна сцена                           | Мистър и мисис Смит (с Анджелина Джоли)             |
| 2006   | Awards Circuit Community Awards                       | Най-добър филм                                  | От другата страна                                   |
| 2007   | Награда Golden Derby                                  | Най-добър филм                                  | От другата страна                                   |
| 2007   | Купа „Волпи“ (Филмов фестивал във Венеция)            | Най-добра мъжка интерпретация                   | Убийството на Джеси Джеймс от мерзавеца Робърт Форд |
| 2008   | Дружество на интернетните филмови критици             | Най-добър актьор                                | Странният случай с Бенджамин Бътън                  |
| 2009   | Дружество на филмовите критици от Сан Диего           | Най-добър актьорски ансамбъл                    | Гадни копилета                                      |
| 2009   | Awards Circuit Community Awards                       | Най-добър филм                                  | Гадни копилета                                      |
| 2009   | Дружество на филмовите критици от Финикс              | Най-добър актьорски ансамбъл                    | Гадни копилета                                      |
| 2010   | Награда на Гилдията на екранните актьори              | Най-добър актьорски ансамбъл                    | Гадни копилета                                      |
| 2010   | Награда Golden Derby                                  | Най-добър филм                                  | Гадни копилета                                      |
| 2011   | Бостънско дружество на филмовите критици              | Най-добър актьор                                | Кешбол                                              |
| 2011   | Нюйоркско дружество на филмовите критици              | Най-добър поддържащ актьор                      | Дървото на живота Кешбол                            |
| 2012   | Дружество на филмовите критици от Джорджа             | Най-добър поддържащ актьор                      | Дървото на живота Кешбол                            |
| 2012   | Дружество на филмовите критици от Джорджа             | Най-добър актьор                                | Дървото на живота Кешбол                            |
| 2014   | Кинонагради на Ем Ти Ви                               | Най-добро ужасяващо изпълнение                  | Z-та световна война                                 |
| 2014   | Златен глобус                                         | Най-добър драматичен филм                       | 12 години в робство                                 |
| 2014   | Оскар                                                 | Най-добър филм                                  | 12 години в робство                                 |
| 2014   | Награда на БАФТА                                      | Най-добър филм                                  | 12 години в робство                                 |
| 2014   | Награда Golden Derby                                  | Най-добър филм                                  | 12 години в робство                                 |
| 2013   | Алианс на жените филмови журналистки                  | Най-добър филм                                  | 12 години в робство                                 |
| 2013   | Награди на дружеството на чернокожите критици         | Най-добър актьорски ансамбъл                    | 12 години в робство                                 |
| 2019   | Национален борд на критиците на САЩ                   | Най-добре поддържаща мъжка роля                 | Имало едно време в Холивуд                          |
| 2019   | Награди на дружеството на чернокожите критици         | Най-добре поддържаща мъжка роля                 | Имало едно време в Холивуд                          |
| 2019   | Бостънско дружество на филмовите критици              | Най-добре поддържаща мъжка роля                 | Имало едно време в Холивуд                          |
| 2019   | Дружество на филмовите критици от Сан Диего           | Най-добре поддържаща мъжка роля                 | Имало едно време в Холивуд                          |
| 2019   | Дружество на филмовите критици от Сейнт Луис          | Най-добре поддържаща мъжка роля                 | Имало едно време в Холивуд                          |
| 2019   | Ванкувърско дружество на филмовите критици            | Най-добре поддържаща мъжка роля                 | Имало едно време в Холивуд                          |
| 2019   | Дружество на филмовите критици от района на Вашингтон | Най-добре поддържаща мъжка роля                 | Имало едно време в Холивуд                          |
| 2020   | Оскар                                                 | Най-добре поддържаща мъжка роля                 | Имало едно време в Холивуд                          |
| 2020   | Златен глобус                                         | Най-добре поддържаща мъжка роля                 | Имало едно време в Холивуд                          |
| 2020   | Дружество на филмовите критици на Айова               | Най-добре поддържаща мъжка роля                 | Имало едно време в Холивуд                          |
| 2020   | Хюстънско дружество на филмовите критици              | Най-добре поддържаща мъжка роля                 | Имало едно време в Холивуд                          |
| 2020   | Дружество на филмовите критици на Северна Каролина    | Най-добре поддържаща мъжка роля                 | Имало едно време в Холивуд                          |
| 2020   | Награда на Гилдията на екранните актьори              | Най-добре поддържаща мъжка роля                 | Имало едно време в Холивуд                          |
| 2020   | Международна награда на AACTA                         | Най-добре поддържаща мъжка роля                 | Имало едно време в Холивуд                          |
| 2020   | Алианс на жените филмови журналистки                  | Най-добре поддържаща мъжка роля                 | Имало едно време в Холивуд                          |
| 2020   | Awards Circuit Community Awards                       | Най-добре поддържаща мъжка роля                 | Имало едно време в Холивуд                          |
| 2020   | Награда Golden Derby                                  | Най-добре поддържаща мъжка роля                 | Имало едно време в Холивуд                          |